# شتاین-نویکیرش
شتاین-نویکیرش (به آلمانی: Stein-Neukirch) یک شهر در آلمان است که در وستروالدکرایس واقع شده‌است. شتاین-نویکیرش ۴۵۰ نفر جمعیت دارد.